# Psammophiidae
Psammophiidae  (лат.) — семейство змей надсемейства Elapoidea. Ранее рассматривалось как подсемейство Psammophiinae в составе ужеобразных или Lamprophiidae.

## Описание
От других змей отличаются тонкими и короткими гемипенисами, лишёнными орнаментации. Распространены в Африке, на Ближнем Востоке и Мадагаскаре, в южной Европе и южной Азии.

## Роды
В состав семейства включают 55 видов из 8 родов:
- Dipsina
- Hemirhagerrhis — Африканские пятнистые ужи
- Kladiostratus
- Malpolon — Ящеричные змеи
- Mimophis — Мимофисы
- Psammophis — Песчаные змеи
- Psammophylax — Песчаные ужи Фитцингера
- Rhamphiophis — Клювоносые ужи